# Dodanim Barboza
Dodanim Barboza-García (12 de abril de 1993) es un deportista colombiano que compitió en judo. Ganó una medalla de plata en el Campeonato Panamericano de Judo de 2009 en la categoría de –55 kg.

## Palmarés internacional
| Campeonato Panamericano | Campeonato Panamericano  | Campeonato Panamericano | Campeonato Panamericano |
| Año                     | Lugar                    | Medalla                 | Categoría               |
| ----------------------- | ------------------------ | ----------------------- | ----------------------- |
| 2009                    | Buenos Aires (Argentina) | Medalla de plata        | –55 kg                  |